# Бет Гарт
Бет Гарт (англ. Beth Hart; нар. 24 січня 1972) — американська співачка, авторка пісень, музикантка, композиторка та художниця.

## Біографія

### Ранні роки
Бет Гарт народилася в 1972 році в містечку Пасадена, що недалеко від Лос-Анджелеса, в сім'ї, де всі любили музику. Вже з 4 років грала на фортепіано, мріючи про кар'єру класичної піаністки та оперної співачки. Коли вона була підліткою, її батька ув'язнили за зберігання наркотиків, незабаром батьки розлучилися. У Бет ті її старшої сестри теж розвинулася наркотична залежність. В одному з інтерв'ю співачка так розповідала про цей період:
|  | Я зійшла з котушок, вже коли мені було 11 років, ми з сестрою шаліли по повній. Вона померла потім від передозування ... Якби не заняття музикою в школі, напевно, мене б зараз не стало. Або я опинилася б у в'язниці. |

Після закінчення школи Бет вступила до Вищої школи виконавських мистецтв Лос-Анджелеса, де навчалася співу та грі на віолончелі. У мегаполісі перед нею відкривалися великі можливості для реалізації таланту. Першими спробами здобути популярність і аудиторію були виступи перед відкритими мікрофонами в клубах Лос-Анджелес. Публіка відразу її полюбила, а ось педагоги ці нічні заняття, особливо на шкоду денним, не схвалили — і з училища Бет виключили за прогули. Проте вона вже мала план, як домогтися слави.

### Початок кар'єри
У 1993-му Бет Гарт вже мала згуртовану команду, власний матеріал і менеджера Джеффрі Лея Тозера (співака і власника маленької студії). Він порадив Гарт взяти участь в телешоу «Starsearch» («Пошук зірок»), в якому вона завоювала головний приз. Однак відразу розвинути успіх не вдалося. Музичні лейбли обходили її стороною і не поспішали підписувати контракт. Зрозумівши безплідність телевізійної слави, Бет Гарт із командою прийняла кардинальне рішення піти від менеджера і почала виконувати пісні прямо на вулиці. Музиканти розташувалися в місті Санта-Моніка, де майже кожен день влаштовували концерти для перехожих. Незабаром Бет Гарт зауважив відомий музичний продюсер Девід Фостер, який запропонував їй записати дебютний альбом на своєму лейблі «143 Records».

### Дебютний альбом «Immortal», 1996
Перший альбом відразу ж приніс Бет Гарт славу і придбав статус мультиплатинового. Композиції з цього альбому стали хітами по обидва боки Атлантики. Бет Гарт зі своїм музичним гуртом вирушає на 9 місяців в світове турне: вони виконували пісні в США, Данії, ПАР. У Німеччині Гарт виступала «на розігріві» у «Scorpions». Проте творчі розбіжності і конфлікти переслідували команду, і повернувшись додому, вони вирішують призупинити спільну діяльність. Гарт так описувала свої враження від першого турне:
|  | Поїздка виявилася настільки виснажливою, що нам потрібен час, щоб відпочити одне від одного. Я провела потім цілих півтора року в стані важкої депресії. У мене було гостре відчуття, що це був провал. |

### Альбом «Screaming for my supper», 1999
Покинувши на час гурт, Бет Гарт вирішує змінити обстановку і їде з рідного Лос-Анджелеса в місто Бірмінгем, штат Алабама. Там вона віддає весь час написанню пісень для нового альбому. Через 5 місяців Гарт повертається в Лос-Анджелес з готовим матеріалом, щоб записати другий альбом. До цього часу зі складу її гурту пішли всі музиканти, крім бас-гітариста Тала Герцберга, з яким вона пішла на звукозаписну студію «Sound Chamber» у Голлівуді. Другий альбом «Screaming for my supper» отримав схвальні відгуки музичної критики і прихильну реакцію публіки. Після запису альбому Гарт, щоб розширити свої творчі інтереси, почала попередню роботу з режисером Річардом Доннером для знімання фільму про життя Дженіс Джоплін. Однак Гарт відхилила пропозицію ролі в фільмі, відкидаючи гру в кіно. Незабаром вона отримала запрошення пройти прослуховування для участі в мюзиклі про Дженіс Джоплін «З любов'ю, Дженіс». Вона з радістю виступила на великій театральній сцені. Мюзикл був захоплено зустрінутий публікою. На хвилі успіху в жовтні 1999 Бет Гарт здійснює благодійний концертний тур Америкою, метою якого є збір коштів на підтримку музичної освіти в школах і допомогу молодим виконавцям і композиторам. Проте успіх і слава посилили алкогольну і наркотичну залежності співачки. Згодом Бет Гарт згадувала:
|  | Того року я пролежала в п'яти лікарнях, і це не рахуючи наркологічних клінік. Все було настільки погано, що я пам'ятаю, як мій психоаналітик порадив мені піти зі сцени. |

## Дискографія

### Студійні альбоми
- 1993: Beth Hart and the Ocean of Souls
- 1996: Immortal
- 1999: Screamin 'for My Supper
- 2003: Leave the Light On
- 2007: 37 Days
- 2010: My California
- 2011: Don't Explain разом із Джо Бонамассою
- 2012: Bang Bang Boom Boom
- 2013: Seesaw разом із Джо Бонамассою
- 2015: Better Than Home
- 2016: Fire on the Floor
- 2018: Black Coffee разом із Джо Бонамассою
- 2019: War in My Mind
- 2022: A Tribute to Led Zeppelin
- 2024: You Still Got Me

### Концертні альбоми
- 2005: Live at Paradiso
- 2014: Live in Amsterdam (із Джо Бонамассою)
- 2018: Front and Center – Live from New York
- 2018: Live at the Royal Albert Hall